# Пежо тип 141
Пежо тип 141 (фр. Peugeot Type 141) је моторно возило произведено 1908. године од стране француског произвођача аутомобила Пежо у њиховој фабрици у Лилу. У том раздобљу је укупно произведено 95 јединица.
Возило покреће четвороцилиндрични четворотактни мотор који је постављен напред, а преко кардана је пренет погон на задње точкове. Његова максимална снага била је 37 КС и запремине 6.082 cm³.
Тип 141 се производио у две варијанте 141 и 141 А са међуосовинским растојањем од 333,1 цм, а размак точкова је 145 цм. Форма каросерије је торпедо и спортски ауто са простором за четири особе.